# 河原よしえ
河原 よしえ（かわはら よしえ、1957年7月5日‐）は日本の小説家、脚本家、作詞家。東京都杉並区阿佐ヶ谷出身。血液型はA型。本名は井上よしえ。サンライズ時代より使用している別名として風間 洋(かざま　ひろし)がある。
夫は元サンライズ企画開発室室長の井上幸一。

## 来歴・人物
1975年にサンライズにアルバイトとして入社後、風間洋の名義で製作現場の各作業補佐及び広報素材整理などを担当。『無敵超人ザンボット3』や『ザ☆ウルトラマン』などで設定助手を務めた後、サンライズ企画部（現・サンライズ企画開発室）に正式に所属。その後、『最強ロボ ダイオージャ』の第10話から設定制作として制作班に社内出向して、『戦闘メカザブングル』、『聖戦士ダンバイン』を担当し、サンライズロボットアニメの設定や広報、脚本などを手がける。
『ダイオージャ』では設定制作を1人でこなしたが、当時は普通車の免許を取得しておらず、作業の滞りを懸念して、『ザブングル』と『ダンバイン』については、制作進行だった川瀬敏文が補佐として、スケジュール管理の分担を行うなどしている。
1989年にサンライズから独立、フリーランスでの活動を開始する。同時期にノベライズを担当した「鎧正伝サムライトルーパー」シリーズで、それ以前から使用していた河原よしえの筆名で小説家としてデビューを果たした。これ以降は文筆業が主な仕事となる。この他の代表作には「砂の民の伝説」シリーズや「神の禽」シリーズなどがある。
古代オリエントやエジプトへの造詣が深いことでも知られており、執筆する作品の題材もそこから採られたものが多い。「早稲田大学古代エジプト調査室友の会」の会員でもある。
近年では創作集団「STUDIO HOLS」として、小説や脚本以外にも、作詞や映像系企画書、各種解説文など幅広い活躍を見せている。

## 主な仕事

### 小説
※カッコ内は初版発行日。
- 鎧正伝サムライトルーパー（勁文社/ノベルズVシリーズ）
  - 鎧正伝サムライトルーパー　幹坤篇（1989/7/14）
  - 鎧正伝サムライトルーパー　英魂篇（1989/7/31）
  - 鎧正伝サムライトルーパー　幸魂篇（1990/1/25）
  - 鎧正伝サムライトルーパー　晨昏篇（1990/5/10）
- 鎧外伝サムライトルーパー（勁文社/ノベルズVシリーズ）（1989/10/9）
- 砂の民の伝説（勁文社/ノベルズVシリーズ）
  - 砂の民の伝説1　砂海（ジェル・アー）の風（1991/2/13）
  - 砂の民の伝説2　青き大地の声（1991/6/13）
  - 砂の民の伝説3　戦塵の泉（1991/10/30）
  - 砂の民の伝説4　貴き血の破片（かけら）（1992/5/11）
  - 砂の民の伝説5　遥かなる絆（1993/1/18）
  - 砂の民の伝説6　輝きの彼方（1993/7/15）
- 神の禽（角川文庫/角川スニーカー文庫）
  - 神の禽1　イアルの野（1992/11）
  - 神の禽2　邪神の胎動（1993/5/1）
  - 神の禽3　神話への石碑（ピラミッド）（1993/8/1）
- 地平線の太陽（勁文社/ノベルズVシリーズ）（1994/4/1）
- ファラオを盗め!（朝日ソノラマ/朝日ソノラマ文庫）
  - ファラオを盗め!　冥府の聖女　上巻（1995/8/31）
  - ファラオを盗め!　冥府の聖女　下巻（1995/12/30）
- G-SAVIOUR（集英社/集英社スーパーダッシュ文庫）
  - G-SAVIOUR　上巻（2000/12/30）
  - G-SAVIOUR　下巻（2001/1/30）
- 幻の将軍（エニックス/EXノベルズ）
  - 幻の将軍　上巻（2001/1/1）
  - 幻の将軍　下巻（2001/4/6）

### 専門書/ムック
- CG世界遺産シリーズ（双葉社スーパームック）
  - CG世界遺産　古代エジプト（2005/7）
  - CG世界遺産　古代ローマ（2006/7）
  - CG世界遺産　古代ギリシャと世界の7不思議（2007/1）
- CG日本史　古代日本（双葉社スーパームック）（2007/9）

### 脚本
- 重戦機エルガイム
- 天空伝サムライトルーパー
- Future program ROBO21

### 作詞
- infix
  - Strato Stars ～成層圏の瞳～ TRUTH MIX
    - （「ROBO-ONE」2007年度テーマソング）

  - 受け取ってくれないか